# Araneus minutalis
Araneus minutalis là một loài nhện trong họ Araneidae.
Loài này thuộc chi Araneus. Araneus minutalis được Eugène Simon miêu tả năm 1889.